# Roland Mitoraj
Roland Mitoraj (ur. 5 lutego 1940 w Bourges we Francji) – francuski piłkarz polskiego pochodzenia, grał w reprezentacji Francji w latach 1967–1968, występując w 3 meczach.